# Четвърто измерение
Четвърто измерение в математиката е абстрактно понятие, получено чрез прилагане на правилата на тримерното пространство и обобщавайки ги за пространство с още едно измерение. Изучавано е повече от 200 години от математици и философи, както от обикновен интерес, така и от приложна гледна точка.
Алгебрично е генерирано като се приложат правилата за вектори и координатна геометрия към пространство с 4 измерения. Позицията на точка в такова пространство се представя с четиримерен вектор. Това е Евклидово пространство и всички направления са еднозначни т.е. неразличими от останалите.
В модерната физика, пространствено-времевото пространство е различно от четиримерното. То не е Евклидово, а пространство на Минковски и времевите координати се третират различно.